# Weglopen
Onder weglopen verstaat men in de volksmond het zonder toestemming verlaten van het ouderlijk huis of de wettelijke voogd, door een minderjarige of door een ander die geacht wordt niet op zichzelf te kunnen wonen.

## Oorzaken
De meeste kinderen hebben weleens (in een ruzie of boze bui) gedreigd met weglopen. Sommigen hiervan hebben dit zelfs uitgevoerd. Meestal loopt dit met een sisser af: het kind krijgt spijt en keert zelf na korte tijd terug, of wordt teruggebracht of overtuigd terug te keren door familie of vrienden. Het weglopen is in deze gevallen meestal in een opwelling geschied en naar aanleiding van ruzies over bijvoorbeeld kleren, uitgaan, een vriendje dat de ouders afkeuren etc.
In sommige gevallen neemt het weglopen ernstiger vormen aan. Het gebeurt bijvoorbeeld vaker achter elkaar, of het kind blijft langer dan enkele uren achter elkaar weg. Soms heeft het kind onderdak gevonden bij familie of vrienden, maar sommige kinderen gaan ook zwerven. Wanneer een kind langere tijd geen vaste verblijfplaats heeft kan dit leiden tot jeugddakloosheid en wordt het kind een zwerfkind. Voor dit soort ernstige gevallen van weglopen zijn ook meestal ernstiger oorzaken aan te wijzen, zoals:
- Ernstige chronische conflicten binnen het gezin
- Plotselinge wijziging van de gezinssamenstelling (echtscheiding, overlijden van een of beide ouders, hertrouwen van de gescheiden ouder, etc.)
- Drugs- of alcoholproblemen van het kind of gezinsleden
- Verwaarlozing
- Geestelijk, lichamelijk of seksueel misbruik door een of beide ouders jegens het kind zelf of jegens een ander gezinslid
- Ernstige langdurige problemen op school, zoals misbruik of pesten
- Het kind verblijft in een internaat of weeshuis waar het mishandeld, misbruikt of gepest wordt

Voor het tot weglopen komt hebben dergelijke kinderen meestal al problemen op school.

## Risico's
Kinderen fantaseren nogal eens over weglopen naar bijvoorbeeld een warm land om een avontuurlijk zwerversbestaan op te bouwen. De werkelijkheid is echter anders. Een kind dat gaat zwerven en niet wordt teruggevonden, eindigt meestal als zwerfkind op straat in een stad. Het kind gaat niet naar school en dreigen bovendien gevaren als onderkoeling, mishandeling, seksueel misbruik, gezondheidsproblemen, criminaliteit, uitbuiting, drugsverslaving etc. In de 'jungle' van de straat staan zwerfkinderen meestal onderaan de 'voedselketen'. Het is dus van groot belang dat weggelopen kinderen niet aan het zwerven slaan.
Wanneer een kind mishandeld of misbruikt wordt bestaat de kans dat de abusieve ouder of voogd het kind na terugkomst als represaille extra zwaar mishandelt. Om deze reden proberen politie en officiële hulpinstanties vaak te onderzoeken waarom het kind precies is weggelopen. 

## Handelwijze
Wanneer kinderen weglopen proberen ouders ze meestal eerst zelf terug te vinden bij bijvoorbeeld familie, vrienden of plaatsen in de stad. Wanneer dit niets uithaalt schakelen de meeste mensen de politie in. Deze zal trachten uit te zoeken waar het kind is of verblijft, en of het terug naar de ouders kan of wil. Wanneer het kind niet naar de ouders terug wil wordt vaak jeugdhulpverlening ingeschakeld om te onderzoeken waarom het kind niet terug wil en hoe het kind toch een gezonde leefomgeving kan worden geboden. 
Zoals eerder vermeld is het uitermate belangrijk dat een weggelopen kind vooral niet gaat zwerven en dat het, als al op straat leeft, daar zo snel mogelijk wordt weggehaald. Jeugdhulporganisaties proberen kinderen die weglopen of proberen weg te lopen hierop te wijzen. In noodgevallen kunnen ze bij een officiële hulpinstantie terecht, die een tijdelijke slaapplaats regelt.

## Juridische status
Weglopers zelf zijn in veel landen (waaronder Nederland) niet strafbaar. Daar waar dit wel het geval is worden zelden straffen uitgedeeld. Wie echter een wegloper onderdak verschaft is in de meeste landen wel strafbaar, dus ook goedbedoelende familie en vrienden. Wanneer een kind bij hen aanklopt kunnen zij het dan ook beter naar een officiële hulpinstantie brengen wanneer zij vermoeden of van mening zijn dat het thuis gevaarlijk voor het kind is.

## Oplossingen
Slechts officiële hulpinstanties mogen weglopers in noodgevallen huisvesting verschaffen. Uiteraard kan dit slechts in echte noodgevallen, bijvoorbeeld mishandeling of misbruik. Zo niet, dan kan de politie het kind, ook tegen de wil, terugbrengen naar de ouders of voogd. Wanneer een kind tijdelijk bij een dergelijke officiële hulpinstantie verblijft, worden meestal de ouders of voogd ervan op de hoogte gesteld dat het kind daar is, uiteraard zonder vermelding van het adres. 
Er zal vervolgens worden onderzocht naar een oplossing. Die kan bijvoorbeeld zijn:
- Het kind keert na langere of kortere tijd, al dan niet na wederzijdse afspraken, weer terug naar de ouders
- Het kind wordt in een pleeggezin geplaatst en de ouders wordt de voogdij ontzegd
- Het kind kan bij familie wonen en de ouders wordt de voogdij ontzegd
- Wanneer het probleem bij een internaat of tehuis ligt kan er ook voor gekozen worden het kind daar weg te halen en in een andere instelling of weer bij de ouders te laten wonen
- Het kind is al wat ouder en kan op zichzelf wonen of samenwonen met een vriend of vriendin

Het komt echter in veel landen nog al te vaak voor dat weggelopen kinderen door de mazen van het net glippen en gaan zwerven. Daarbij laat ook vaak de opvang in met name weeshuizen door geldgebrek zeer te wensen over.

## Cijfers
Zwerfkinderen zijn een groot en vaak onderschat probleem. In de Verenigde Staten werden in 2003 bijvoorbeeld 123.581 weggelopen kinderen door de politie gearresteerd. Dit is echter nog maar het topje van de ijsberg, want onofficiële schattingen gaan uit van tussen de 1,3 en 1,5 miljoen weglopers per jaar en 800.000 tot 1 miljoen zwerfkinderen. India heeft zelfs naar schatting 11 miljoen zwerfkinderen. De verdeling jongens/meisjes is in de meeste landen ruwweg 50-50.